# SAC Bern
Der SAC Bern ist eine Berner Sektion des Schweizer Alpen-Clubs und mit 7347 Mitgliedern (Stand: Januar 2025) eine der grössten Sektionen des Schweizer Alpen-Clubs. Sie gehört zu den grössten Sportvereinen in der Schweiz, wurde im Jahr 1863 gegründet und hat den Sitz in Bern.

## Hütten
Die Sektion Bern betreibt fünf SAC-Hütten und drei sektionseigene Hütten; diese bieten einfache Unterkünfte für Alpinisten, Kletterer, Wanderer, Naturgeniesser und immer häufiger auch für Familien mit Kindern und für Mountainbiker.
- 2205 m ü. M  Gaulihütte
- 2450 m ü. M  Gspaltenhornhütte
- 3240 m ü. M  Hollandiahütte
- 2520 m ü. M  Trifthütte
- 1887 m ü. M  Windegghütte

### Sektionseigene Hütten
- 1198 m ü. M  Chalet Teufi
- 1390 m ü. M  Niderhornhütte
- 1704 m ü. M  Rinderalphütte

### Ehemalige Hütte
- 2793 m ü. M  Wildstrubelhütte

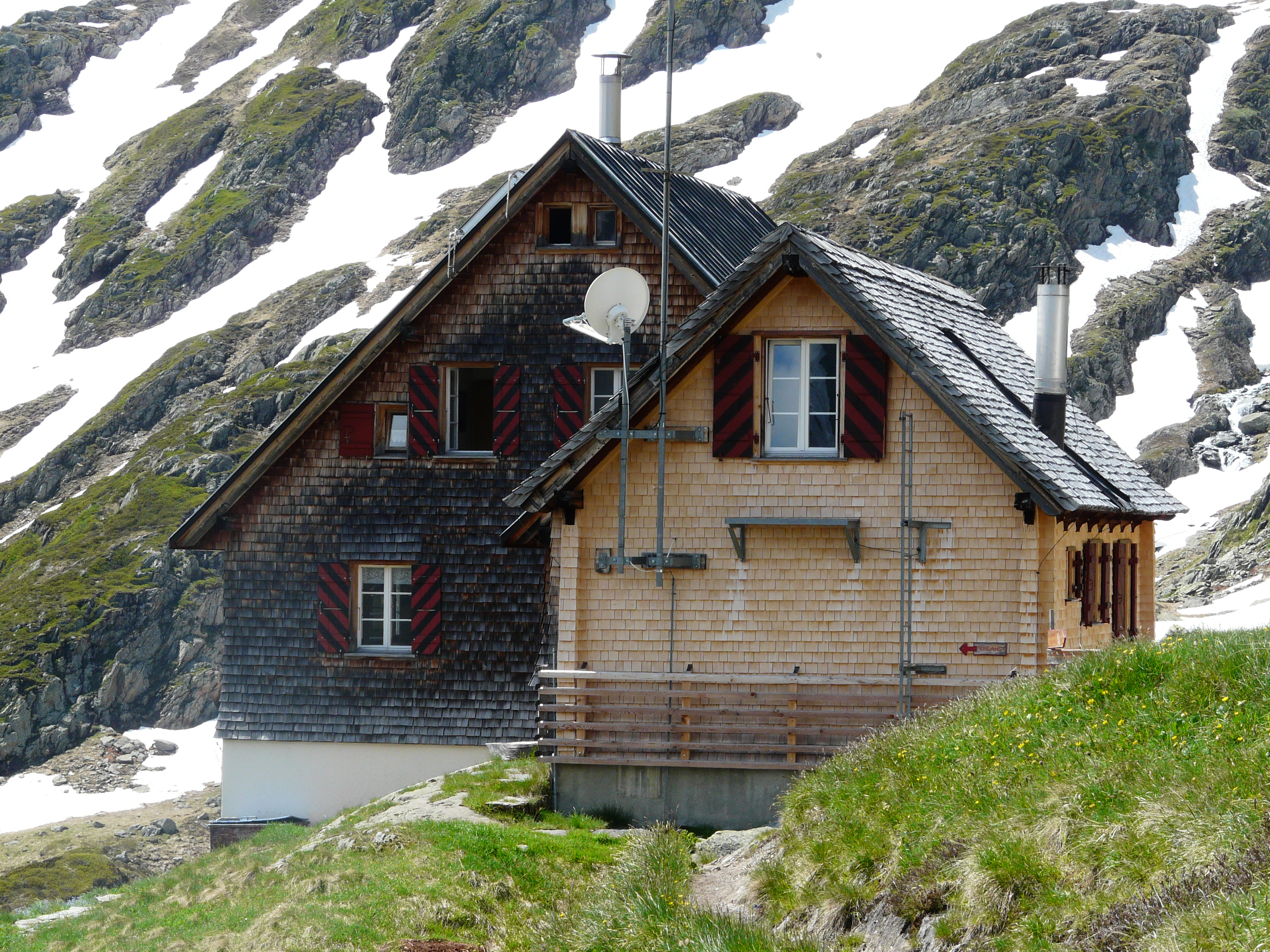
Gaulihütte
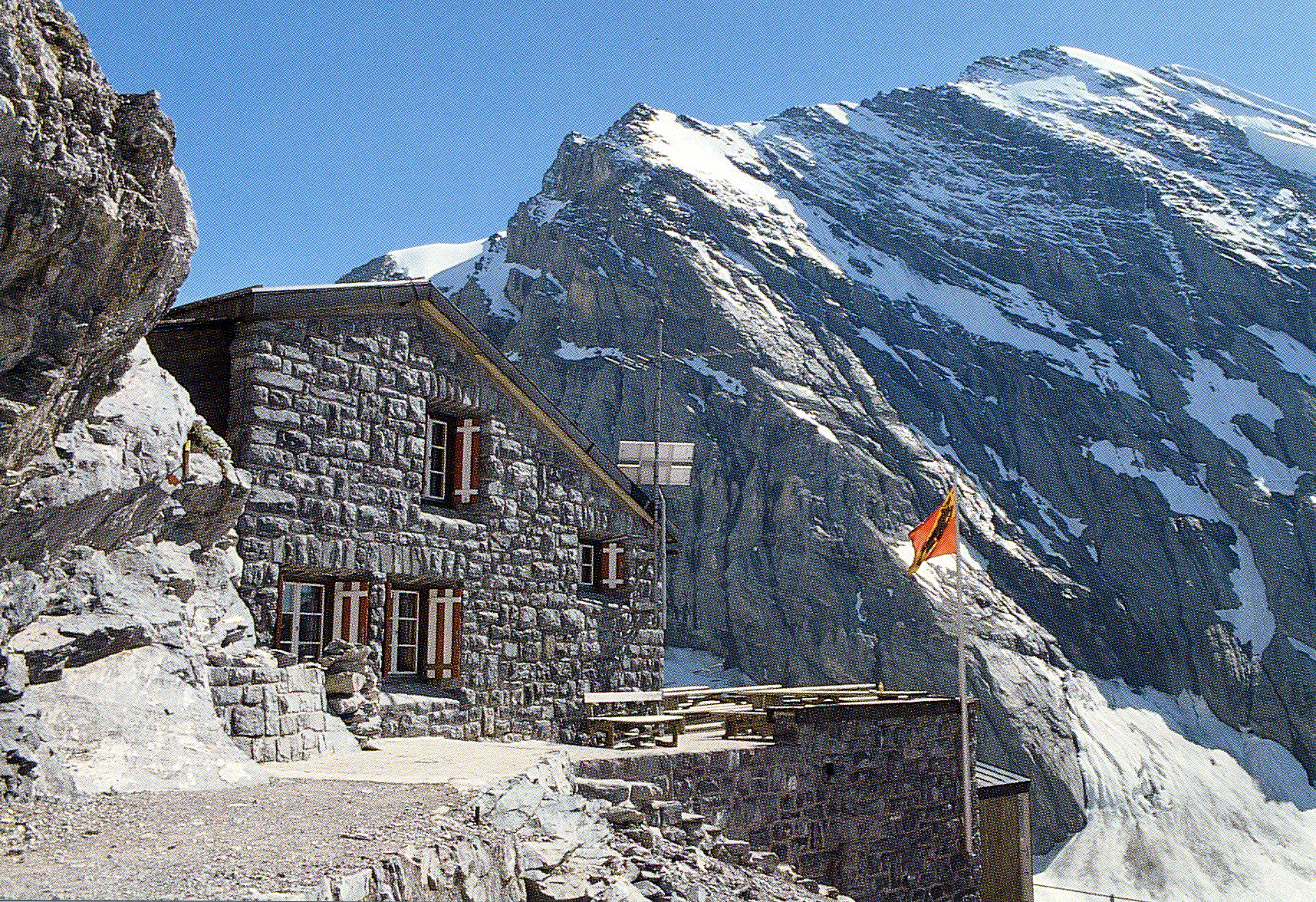
Gspaltenhornhütte
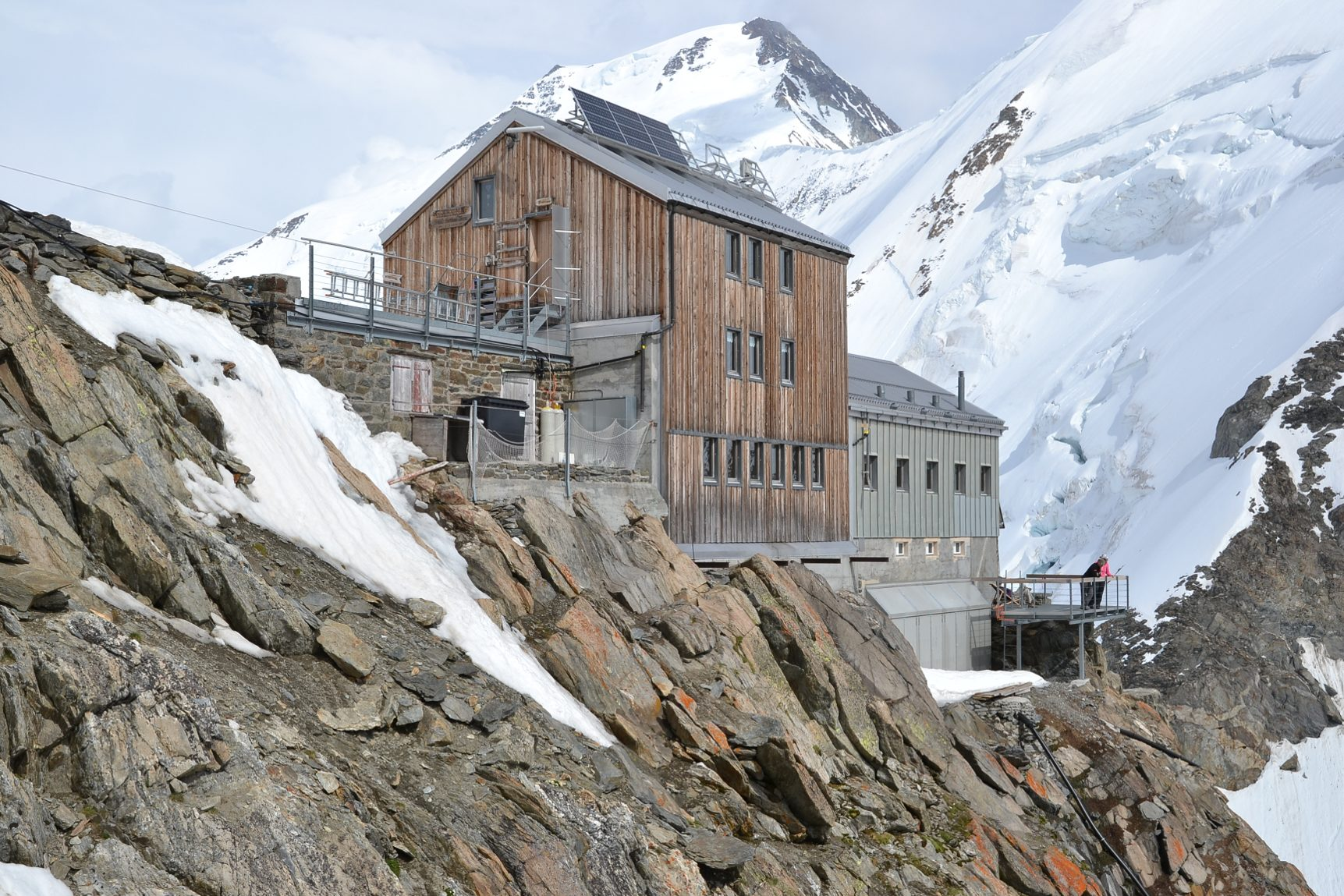
Hollandiahütte
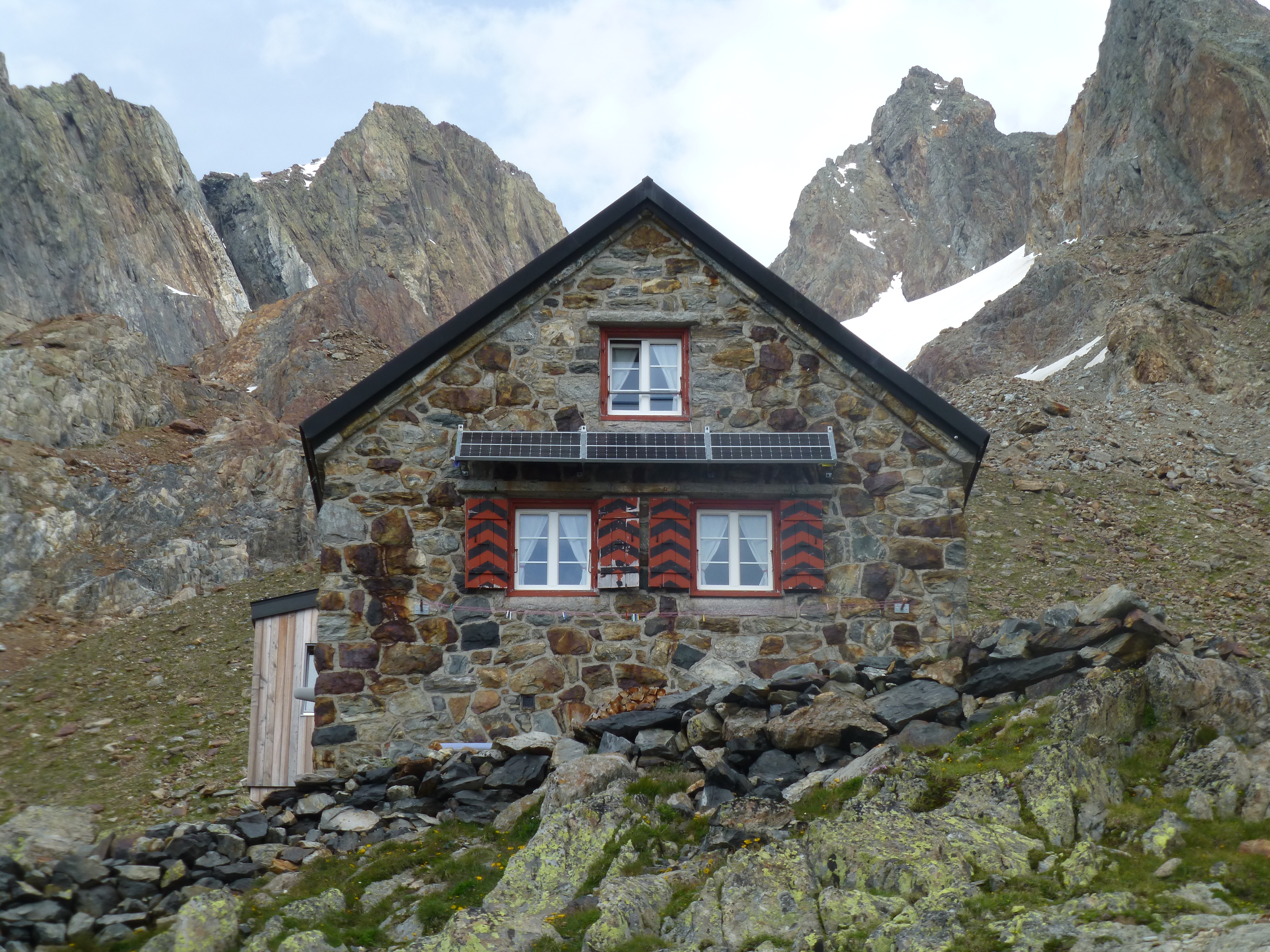
Trifthütte
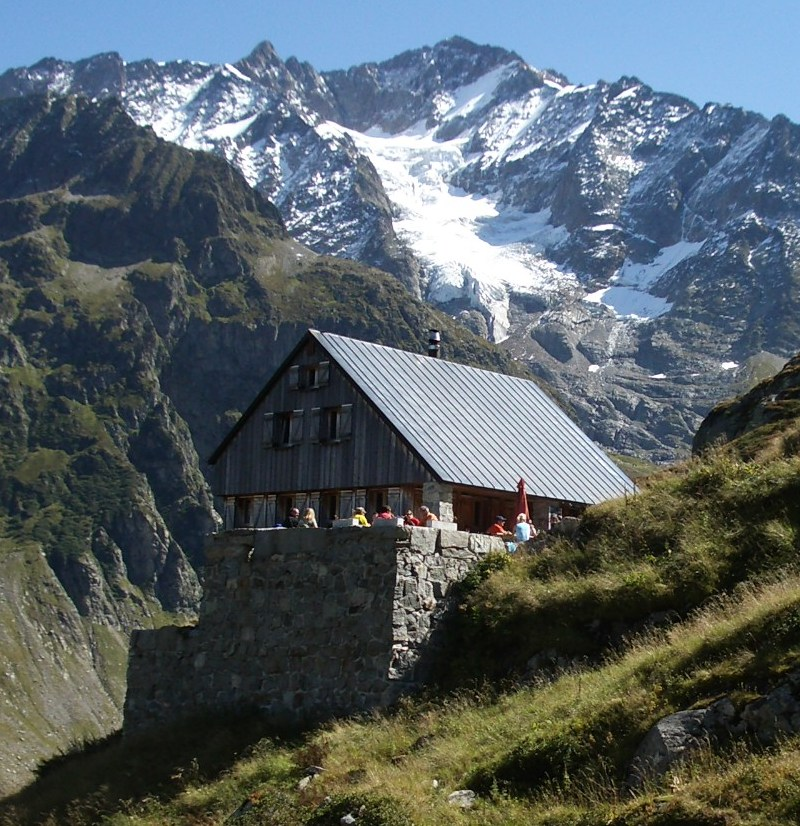
Windegghütte
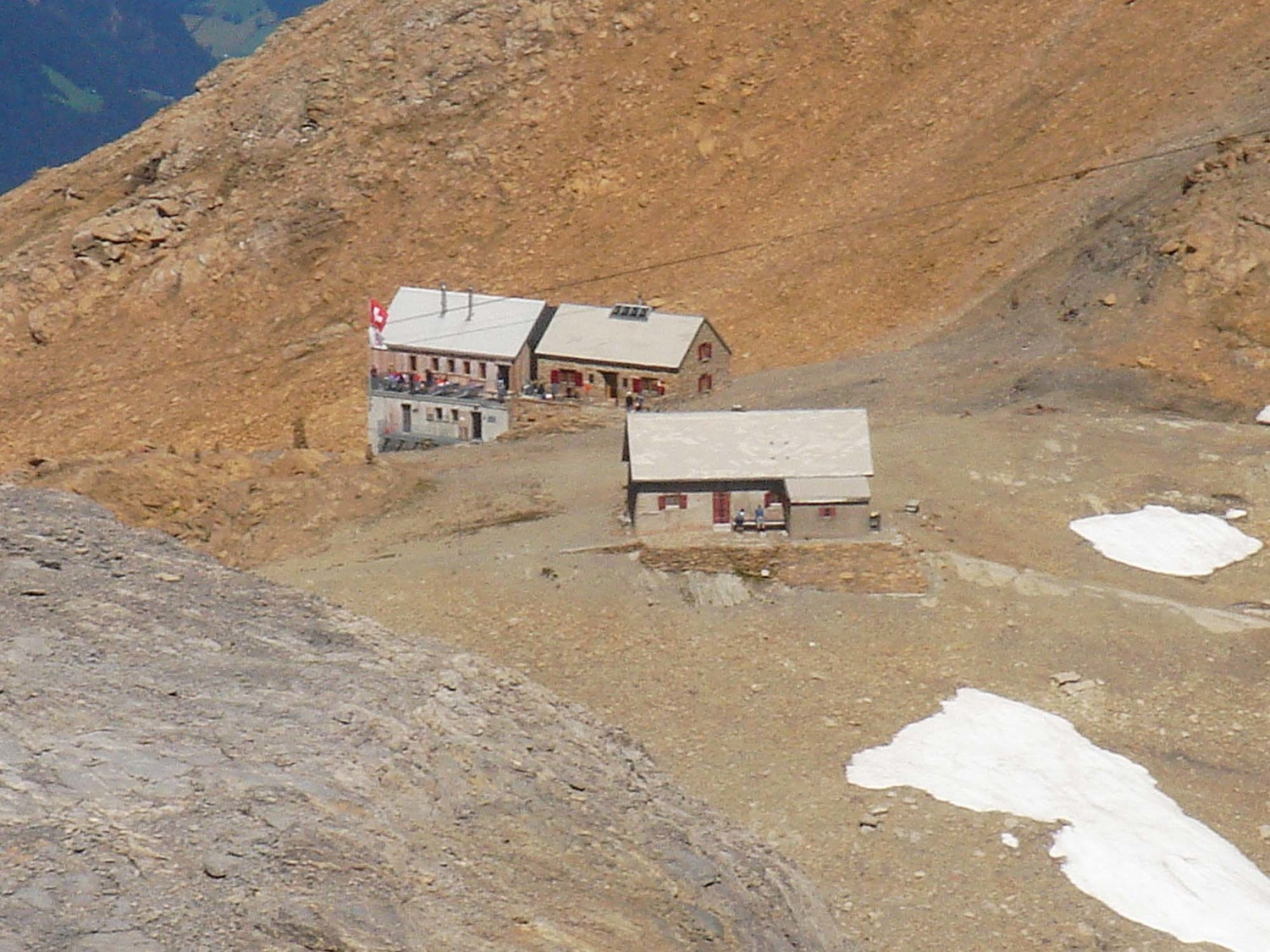
Wildstrubelhütte

| Hauptsitz |

| Gaulihütte |

| Gspaltenhornhütte |

| Hollandiahütte |

| Trifthütte |

| Windegghütte |

| Chalet Teufi |

| Niderhornhütte |

| Rinderalphütte |

| Wildstrubelhütte |